# Helius sanguinolentus
Helius sanguinolentus är en tvåvingeart som först beskrevs av Alexander 1921.  Helius sanguinolentus ingår i släktet Helius och familjen småharkrankar.
Artens utbredningsområde är Peru. Inga underarter finns listade i Catalogue of Life.